# Mlečkovke
Mlečkovke (znanstveno ime Euphorbiaceae) je velika družina rastlin, v kateri je 300 rodov in okoli 7.500 vrst. 
Večina mlečkovk so zeli, nekatere, predvsem tropske vrste pa so grmovnice ali celo drevesa.